# جایزه بوکر ۲۰۱۹

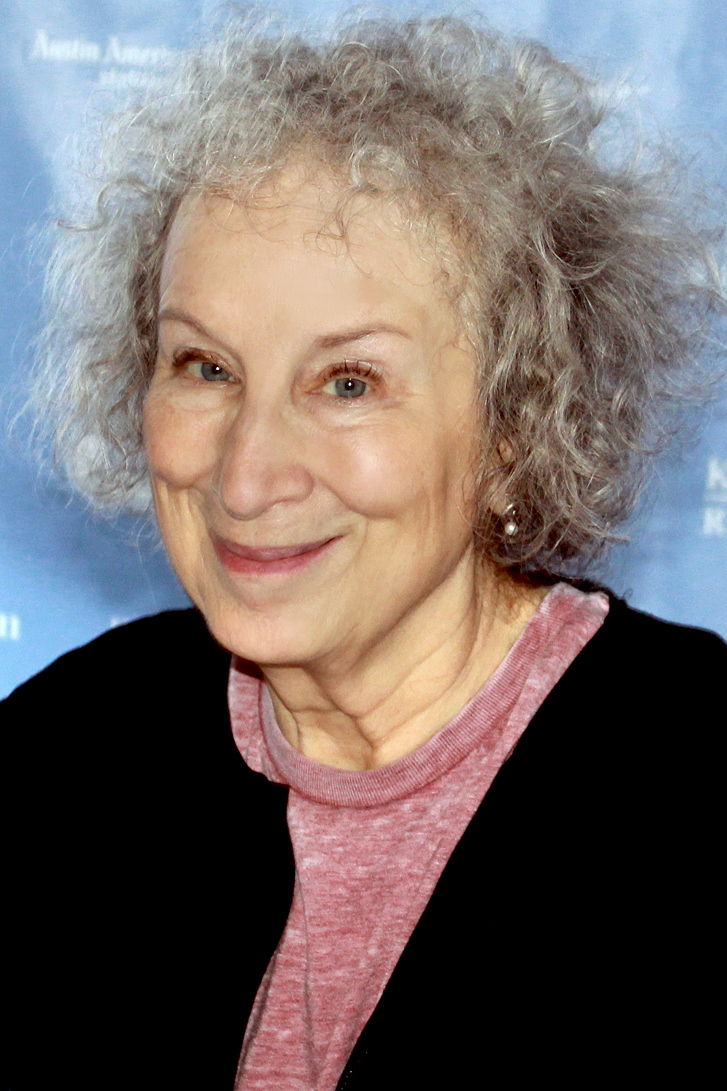
مارگارت اتوود در جشنواره کتاب تگزاس 2015 در آستین، تگزاس، ایالات متحده.

جایزه داستانی بوکر ۲۰۱۹ در ۱۴ اکتبر ۲۰۱۹ اعلام شد. فهرست کامل شامل ۱۳ کتاب در ۲۳ ژوئیه اعلام شد و در ۳ سپتامبر به فهرست منتخب شش کتاب اعلام شد. این جایزه به‌طور مشترک به مارگارت اتوود برای وصیت‌ها و برناردین اواریستو برای دختر، زن، دیگری اهدا شد. این اولین بار بود که این جایزه از سال ۱۹۹۲ به بعد، علی‌رغم تغییر در قانون منع برندگان مشترک بین دو نویسنده به اشتراک گذاشته می‌شد.

## هیئت داوری
- پیتر فلورانس (صاحب کرسی)
- لیز کالدر
- شیائولو گوا
- آفوا هیرش
- جوانا مک گرگور

## فهرست منتخب
| نویسنده           | عنوان                               | ژانر(ها) | کشور                         | ناشر                          |
| ----------------- | ----------------------------------- | -------- | ---------------------------- | ----------------------------- |
| مارگارت اتوود     | عهدین                               | رمان     | کانادا                       | وینتیج بوکز , Chatto و Windus |
| لوسی المان        | اردک، نیوبوریپورت                   | رمان     | ایالات متحده آمریکا / انگلیس | مطبوعات گالی گدا              |
| برناردین اواریستو | دختر، زن، دیگر                      | رمان     | بریتانیا                     | هامیش همیلتون                 |
| چیگوزی اوبیوما    | ارکستر اقلیت‌ها                      | رمان     | نیجریه                       | قهوه ای کوچک                  |
| سلمان رشدی        | کیشوت                               | رمان     | انگلیس / هند                 | جاناتان کیپ                   |
| الیف شافاک        | ۱۰ دقیقه ۳۸ ثانیه در این دنیای عجیب | رمان     | انگلیس / ترکیه               | وایکینگ                       |

## فهرست کلی نامزدها
| نویسنده             | عنوان                                 | ژانر(ها) | کشور                         | ناشر                          |
| ------------------- | ------------------------------------- | -------- | ---------------------------- | ----------------------------- |
| مارگارت اتوود       | وصیت‌ها                                | رمان     | کانادا                       | وینتیج بوکز , Chatto و Windus |
| کوین باری           | شب قایق به طنجه                       | رمان     | ایرلند                       | Canongate Books               |
| Oyinkan Braithwaite | خواهرم، قاتل زنجیره ای                | رمان     | انگلیس / نیجریه              | کتابهای آتلانتیک              |
| لوسی المان          | اردک‌ها، نیوبری پویرت                  | رمان     | ایالات متحده آمریکا / انگلیس | مطبوعات گالی گدا              |
| برناردین اواریستو   | دختر، زن، دیگری                       | رمان     | بریتانیا                     | هامیش همیلتون                 |
| جان لانچستر         | دیوار                                 | رمان     | بریتانیا                     | فابر و فابر                   |
| دبورا لوی           | مردی که همه چیز را دید                | رمان     | بریتانیا                     | هامیش همیلتون                 |
| والریا لوئیزلی      | بایگانی کودکان گمشده                  | رمان     | مکزیک / ایتالیا              | انتشارات هارپرکالینز          |
| چیگوزی اوبیوما      | ارکستر اقلیت‌ها                        | رمان     | نیجریه                       | لیتل براون اند کمپانی         |
| ماکس پورتر          | لانی                                  | رمان     | بریتانیا                     | فابر و فابر                   |
| سلمان رشدی          | کیشوت                                 | رمان     | انگلیس / هند                 | جاناتان کیپ                   |
| الیف شافاک          | ۱۰ دقیقه و ۳۸ ثانیه در این دنیای عجیب | رمان     | انگلیس / ترکیه               | وایکینگ                       |
| جنت وینترسون        | Frankissstein                         | رمان     | بریتانیا                     | جاناتان کیپ                   |